# فرزانه (مجلة)
فرزانه هي مجلة إسلامية نسائية تدعم وجهات النظر الحداثية وتدعو إلى التغيير في حياة المرأة في إيران. عنوانها الفرعي مجلة دراسات وأبحاث المرأة. بدأ تداولها منذ خريف عام 1993 مع بعض الفواصل.

## التاريخ والملف الشخصي
أُطلِقَت مجلة فرزانه في عام 1993 كمنشور نصف سنوي. صدر العدد الأول في خريف عام 1993. الناشران هما محبوبة عباسقليزاده ومعصومة ابتكار. والأخيرة هي أيضًا حاملة ترخيص فرزانه. اعتبارًا من عام 2001، أصبحت محبوبة عباس غلي زاده رئيسة التحرير. زهرة أمي هي إحدى محررات المجلة.
تنشر فرزانه مقالات باللغتين الفارسية والإنجليزية وغالبًا تكون المقالات هي مواقف توضح احترام النبي محمد للنساء اللواتي تولين أدوارًا سياسية ودينية مختلفة خلال تلك الفترة من خلال سيرته النبوية. وتزعم المجلة أن نهج القرآن تجاه المرأة والتفسيرات الحالية حول المرأة في الإسلام غير متوافقة. وتعمل كنقطة اتصال بين صناع القرار والناشطات في مجال المرأة. صرحت سنام وكيل في عام 2011 أنه بعد تعيين معصومة ابتكار نائبة لمنظمة محمد خاتمي لحماية البيئة أصبح تواتر المجلة غير منتظم.